# Kealia Watt
Kealia Ohai Watt (Draper, Utah, Estados Unidos; 31 de enero de 1992) es una futbolista estadounidense que juega de mediocampista para la selección femenina de Estados Unidos y para el Chicago Red Stars de la National Women's Soccer League (NWSL) del mismo país.
En octubre de 2016, Watt debutó en la selección estadounidense en un amistoso contra Suiza.

## Estadísticas

### Clubes
| Club              | País           | Año       |
| ----------------- | -------------- | --------- |
| Houston Dash      | Estados Unidos | 2014-2019 |
| Chicago Red Stars | Estados Unidos | 2020-2021 |

## Vida personal
Watt es ciega del ojo derecho debido a un raro caso de astigmatismo. Su cuñado es el exjugador del Houston Texans de la NFL Brian Cushing.
En octubre de 2016, Watt confirmó que se encontraba en una relación con J. J. Watt del Houston Texans. Ambos se comprometieron en mayo de 2019 y se casaron el 15 de febrero de 2020 en las Bahamas.